# Kamień (Częstochowa)
Kamień – część miasta Częstochowy wchodząca w skład dzielnicy Wyczerpy-Aniołów. Położona na wzgórzu o tej samej nazwie, między Wartą a aleją Wojska Polskiego.
Na Kamieniu położony jest kościół Opatrzności Bożej, konsekrowany w 1950 roku. Niedaleko kościoła znajduje się Jaskinia na Kamieniu. Według legend, w jaskini znajdują się skarby zgromadzone przez zbójców, którzy w XVIII wieku mieli tam swoją kryjówkę.

## Historia
W Słowniku geograficznym Królestwa Polskiego z 1883 roku Kamień jest opisany jako folwark i kolonia położone w gminie Grabówka. Folwark liczył wówczas 5 domów i 20 mieszkańców, a kolonia 9 domów i 37 mieszkańców. Wieś została włączona do Częstochowy 1 kwietnia 1928 roku, a rozparcelowany folwark 26 sierpnia 1930 roku.